# Uromunna reynoldsi
Uromunna reynoldsi là một loài chân đều trong họ Munnidae. Loài này được Frankenberg & Menzies miêu tả khoa học năm 1966.